# Chiesa di San Pantaleone (Lucinasco)
La chiesa di san Pantaleone è un luogo di culto cattolico situato nella frazione di Borgoratto nel comune di Lucinasco, in provincia di Imperia. La chiesa è sede della parrocchia omonima della zona pastorale di Pontedassio della diocesi di Albenga-Imperia.

## Storia

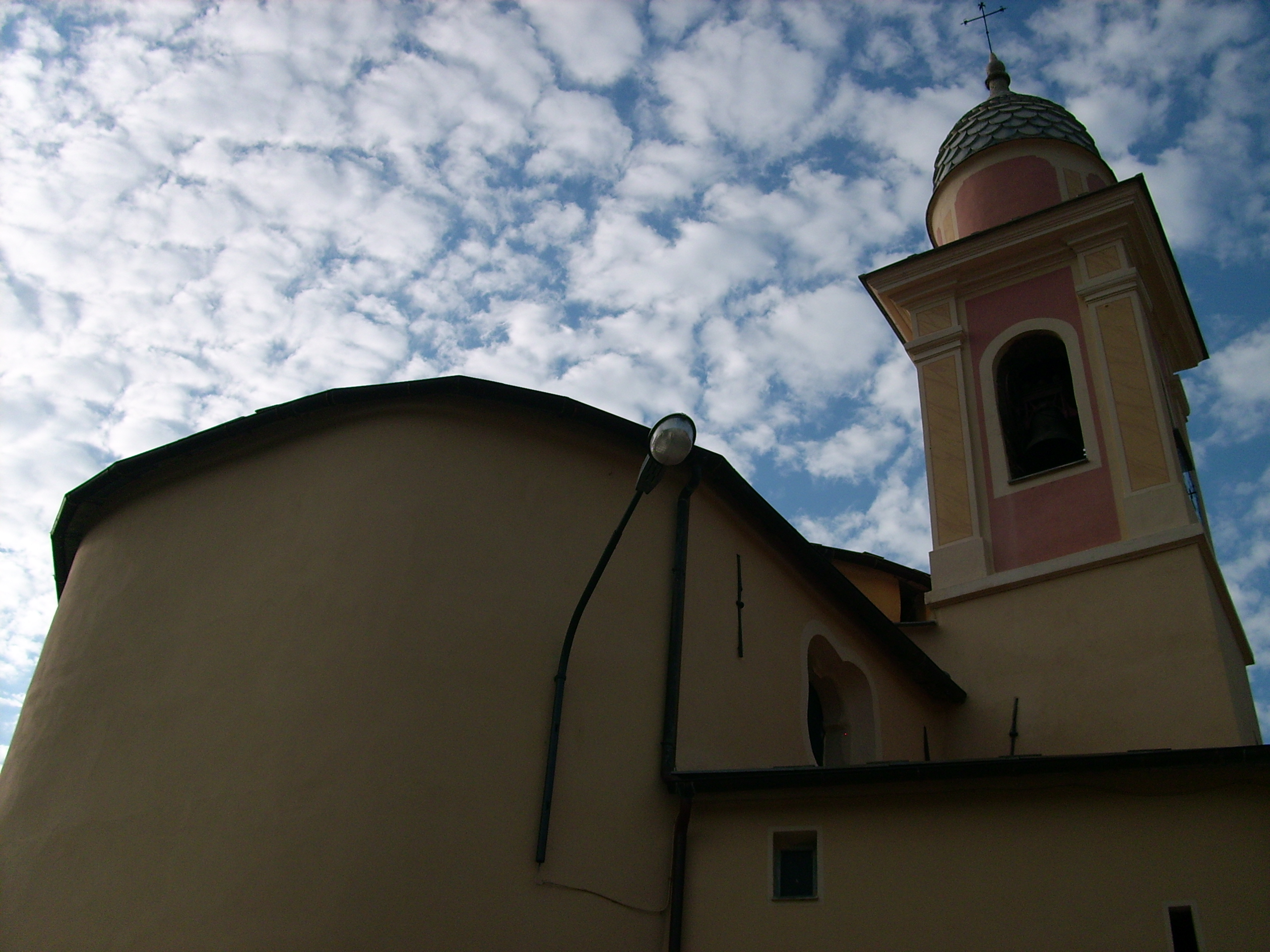
Particolare della zona absidale

La prima citazione della parrocchiale di Borgoratto è datata al 1489 così come impressa sulla lunetta del portale. L'edificio fu censito dal visitatore apostolico Lelio Garufo nel 1585 dove, oltre alla presenza dell'altare maggiore, si annotano i due altari laterali dedicati alla Vergine e a Paolo di Tarso.
Fu nel corso del XVIII secolo che la parrocchiale subì un radicale rifacimento in stile architettonico barocco, probabilmente su disegno e ad opera dell'architetto Domenico Belmonte. Nel nuovo edificio trovarono collocazione gli arredi e le opere della precedente struttura, tra i quali la tela della Madonna del Rosario e il dipinto absidale con i santi protettori del borgo.
Nel corso degli anni successivi interventi di recupero e conservazione hanno interessato la chiesa di Borgoratto.
Gli affreschi della volta sono stati eseguiti tra il 1964 e il 1965 dai pittori C. Frascardi e G. Gatti. Di pregio artistico il laterale altare dedicato alla Madre del Buon Consiglio.